# Burg Namslau

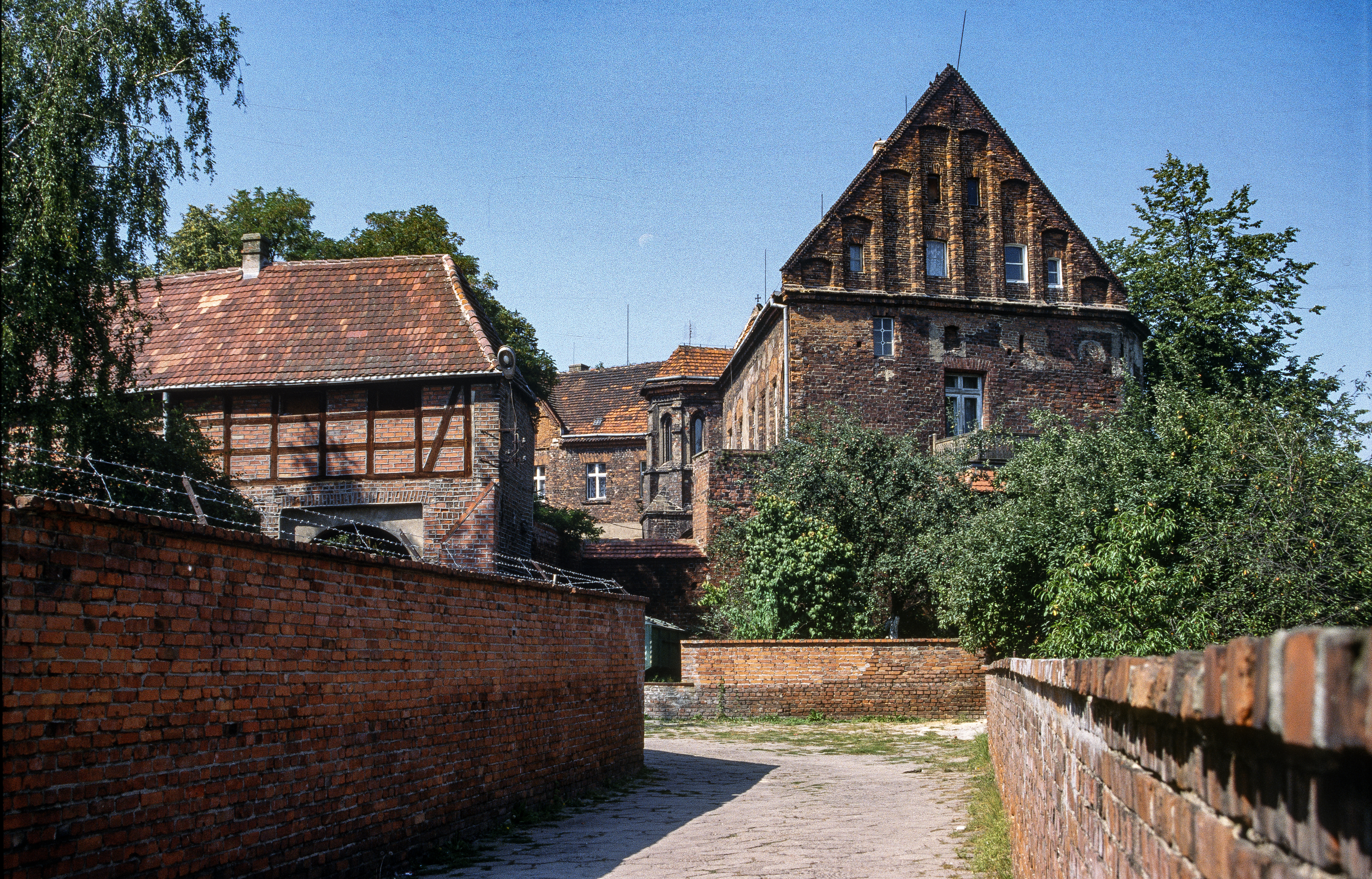
Burg Namslau

Die Burg Namslau (Zamek w Namysłowie) ist eine Burg im Westen der Stadt Namysłów (Namslau) in der Woiwodschaft Opole in Polen. Historisch gehörte sie zum Herzogtum Namslau.

## Geschichte

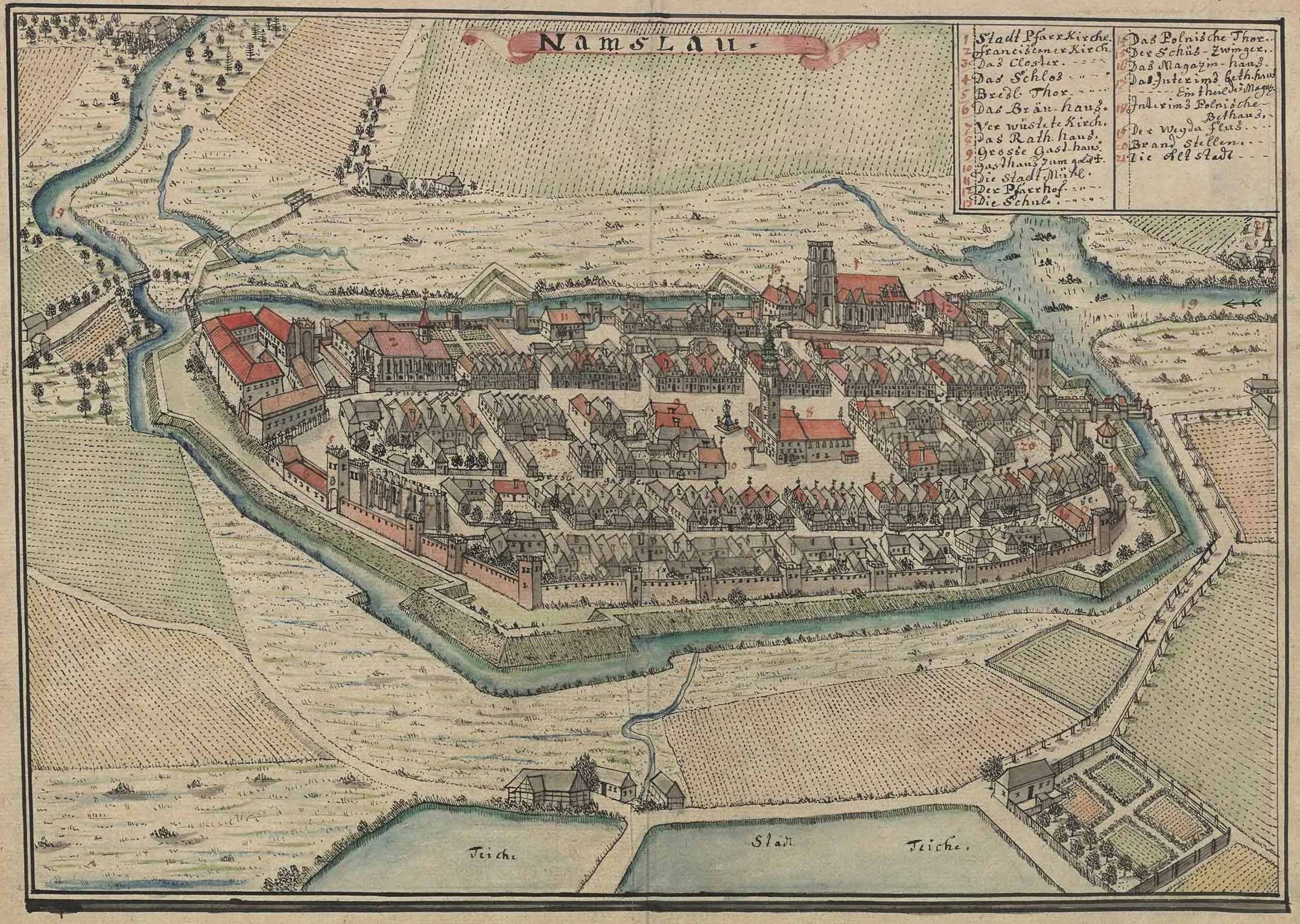
Ansicht von Namslau aus der Mitte des 18. Jahrhunderts mit Burg (links)

Erstmals erwähnt wurde die damals aus Holz und Lehm bestehende Anlage im Jahre 1312. Ab 1360 wurde sie auf Geheiß des böhmischen Landesherrn Karl IV. mit massiven Backsteinmauern errichtet.
Seit 1533 gehörte das Namslauer Burglehn dem Rat der Stadt Breslau, der die Burg weiter befestigte und im Westen des Innenhofs einen neuen Flügel errichtete. Kurz darauf wurde der Außenhof erweitert. 1703 wurde die Burg vom Deutschen Orden erworben, der in der Burg eine Kommende errichtete, die bis zur Säkularisation 1810 zur Kammerballei Böhmen gehörte. Nach mehrmaligen Besitzerwechseln gelangte die Burg 1895 an die Namslauer Brauerei Haselbach.

## Bauwerk
Die Burg bildet einen Teil der in einem unregelmäßigen Dreiviertelkreis hervorspringenden Stadtmauer. Im Mittelalter bestanden vermutlich an der West- und Südseite nur Wehrgänge und Wirtschaftsgebäude, nach Osten riegelte eine starke Mauer die Burg zu der Stadt hin ab. Das Haupthaus der Burg, das sogenannte „Alte Schloss“, schließt an die Nordseite an. Ein zweigeschossiger Vorbau diente im Erdgeschoss als Eingangshalle, im Obergeschoss als Kapelle. 1534 wurde das Torhaus erbaut, das im unteren Teil aus mittelalterlichem Gemäuer, im Obergeschoss aus einem Fachwerkbau des 18. Jahrhunderts besteht. 